# Green av Sundsby
Green av Sundsby var en dansknorsk frälseätt som härrörde från Oluf Lauritssøn Green till Sundsby (död efter 1555) på Mjörn i Bohuslän. Troligen föddes han på 1540-talet. Han var fader till lagmanen till Viken Laurits Olufssøn Green (död efter 1580-06-28), och hans son, herr ordförande på Onsøy (i Østfold fylke) och den norske kungens kansler, Anders Lauritssøn Green (född ca 1550, död 1614-04-28) var släktens sista medlem på svärdssidan. Han förlänades 1575 "Dal Præstegjæld" och 1578 två av kronans tionden på Orust ("øen Oroust"), 1604 Norges rikes kansler, 1605 länsherre på Nonneseter kloster, och 1606 förlänad Onsø (kloster)län. Anders ledde 1601–1604 omarbetningen och översättningen till danska av Magnus Lagaböters landslag, vilken kom att kallas Kristian IV:s norska lag.